# Cá quỷ cóc
Cá quỷ cóc (danh pháp khoa học: Trachicephalus uranoscopus) là một loài cá trong chi Trachicephalus của họ Cá mao mặt quỷ (Synanceiidae) bản địa của Ấn Độ Dương và tây Thái Bình Dương, nơi nó được tìm thấy trong đáy bùn ở cửa sông. Cũng được tìm thấy trong các đáy cát ở cửa sông và các vùng nước duyên hải ở độ sâu 2-25 m.